# Grand Prix Velké Británie 1951
Grand Prix Velké Británie 1951 IV RAC British Grand Prix byla pátým závodem druhého ročníku mistrovství světa Formule 1 a zároveň třináctým závodem vozů F1 v roce 1951. Závod se jel 14. červenec 1951 na okruhu Silverstone.

## Účastníci
Tovární tým Alfy Romeo nasadil čtyři vozy, k osvědčené dvojici Farina, Fangio, tým povolal italské piloty Consalva Sanesiho a Felice Bonettiho. Konkurenční tým Ferrari připravil tři vozy pro Alberta Ascariho, Luigi Villoresiho a José Froilána Gonzáleze. Další Ferrari pilotoval Angličan Peter Whitehead v typické zbarvení British Green Racing týmu G.A. Vandervell. Dalším továrním týmem byl britský BRM Ltd., který připravil vozy pro jezdce Rega Parnella a Petera Walkera. Vozy Maserati přijely bez tovární podpory jen v soukromých týmech Scuderia Ambrosiana, který nasadil Davida Murraye, dále soukromé Maserati Johna Jamese a Philipa Fotheringhama-Parkera. Také francouzský Talbot nasadil jen soukromé vozy, tým Ecurie Rosier ve složení Louis Rosier a Louis Chiron, tým Ecurie Belge s Johnny Claesem a Talbot pilota Duncana Hamiltona. Startovní listinu doplnily vozy ERA, Boba Gerarda a Briana Shawe-Taylora a vůz Alta pilotovaná Joe Kellym.

## Závod
Dva týdny po Grand Prix Francie se na britském okruhu Silverstone sešli účastníci k dalšímu podniku mistrovství světa vozů formule 1. Již kvalifikace naznačila, že boj o přední příčky svedou dvě italské automobilky Alfa Romeo a Ferrari. A právě tyto dva týmy si rozdělily místa v prvních dvou řadách na startovním roštu. Nejrychlejší byli oba Argentinci, González (Ferrari) a Fangio (Alfa Romeo), následováni pěticí Italů, Farina (Alfa Romeo), Ascari (Ferrari), Villoresi (Ferrari), Sanesi a Bonetto (oba Alfa Romeo). Britská národní hrdost v podání vozů BRM P15, se stále potýkala s menšími problémy a její jezdci, Reg Parnell a Peter Walker, nedokázali zajet jediné kolo s časem. Nakonec byly oba na start připuštěni.
Nejlépe odstartoval z druhé řady Felice Bonetto a ujal se vedeni, před Gonzalezem, Farinou a Ascarim, Fangio byl až pátý. Ještě v prvním kole se Gonzalez dostal před Bonetta a Ascari zdolal Farinu. Od čtvrtého kola se Gonzalez musel o svou čelní pozici obávat, protože se na něj dotáhl Fangio a po čtyřiceti kilometrech se dostal dokonce do vedení. O vedení v závodě se přetahovali oba Argentinci až do konce závodu. Ve 48 kole musel Fangio do boxů a tak se do vedení vrátil Gonzalez, který nasadil pekelné tempo a najel si na Fangia náskok minutu a půl. Mezitím ze závodu odstoupil Ascari, Gonzalez, který přijel do boxů tankovat palivo chtěl vůz Ascarimu předat, ale ten jej zastavil a poslal zpět na trať. Zastávka u Ferrari trvala jen 23 sekund zatímco u Alfy tankování trvalo kolem 50 sekund. Fangio se v závěru pokusil ještě o nemožné, ale náskok krajana Gonzaleze nedokázal stáhnout. Gonzalez tak získal první vítězství vozu Ferrari v mistrovství světa.

## Výsledky
- 14. červenec 1951
- Okruh Silverstone
- 90 kol × 4,649 km = 418,410 km
- 12. Grand Prix
- 1. vítězství pro Josého Froilána Gonzáleze
- 1. vítězství pro Ferrari
- 6. vítězství pro Argentinu
- 1. vítězství pro vůz se startovním číslem 12

### Pořadí v cíli
| Pozice | Jezdec                     | Vůz                           | Čas            | Body | Nej. kolo   |
| ------ | -------------------------- | ----------------------------- | -------------- | ---- | ----------- |
| 1      | José Froilán González      | Ferrari 375                   | 2:42'18.2      | 8    |             |
| 2      | Juan Manuel Fangio         | Alfa Romeo 159                | á 0:51,0       | 6    |             |
| 3      | Luigi Villoresi            | Ferrari 375                   | á 2 kola       | 4    |             |
| 4      | Felice Bonetto             | Alfa Romeo 159                | á 3 kola       | 3    |             |
| 5      | Reg Parnell                | BRM P15                       | á 5 kol        | 2    |             |
| 6      | Consalvo Sanesi            | Alfa Romeo 159                | á 6 kol        |      |             |
| 7      | Peter Walker               | BRM P15                       | á 6 kol        |      |             |
| 8      | Brian Shawe-Taylor         | ERA B                         | á 6 kol        |      |             |
| 9      | Peter Whitehead            | Ferrari 375 Thin Wall Special | á 7 kol        |      |             |
| 10     | Louis Rosier               | Talbot T26C-DA                | á 7 kol        |      | 1'53.6      |
| 11     | Bob Gérard                 | ERA B/C                       | á 8 kol        |      | 1'53.6      |
| 12     | Duncan Hamilton            | Talbot T26C                   | á 9 kol        |      | 1'54.0 (4.) |
| 13     | Johnny Claes               | Talbot T26C-DA                | á 9 kol        |      | 1'54.8 (5.) |
| Kolo   | Odstoupily                 | -                             | Důvod          | Body | Nej. kolo   |
| 75     | Giuseppe Farina            | Alfa Romeo 159                | Spojka         | 1    | 1'44.0      |
| 75     | Joe Kelly                  | Alta GP                       | Neklasifikován |      |             |
| 56     | Alberto Ascari             | Ferrari 375                   | Převodovka     |      |             |
| 46     | Philip Fotheringham-Parker | Maserati 4CL                  | Ztráta oleje   |      |             |
| 45     | David Murray               | Maserati 4CLT/48              | Motor          |      |             |
| 41     | Louis Chiron               | Talbot T26C                   | Brzd           |      | 1'58.6 (6.) |
| 23     | John James                 | Maserati 4CLT/48              | Chladič        |      |             |

### Nejrychlejší kolo
- Giuseppe Farina 1'44"0 Alfa Romeo
- 4. nejrychlejší kolo pro Giuseppe Farinu
- 10. nejrychlejší kolo pro Alfu Romeo
- 4. nejrychlejší kolo pro Itálii
- 2. nejrychlejší kolo pro vůz se startovním číslem 1

### Vedení v závodě
| Kola         | km         | Jezdec                | %      |
| ------------ | ---------- | --------------------- | ------ |
| 1. kolo      | 4,649 km   | Felice Bonetto        | 1,5 %  |
| 2.–9. kolo   | 37,192 km  | José Froilán González | 9 %    |
| 10.–38. kolo | 134,821 km | Juan Manuel Fangio    | 32,5 % |
| 39.–47. kolo | 41,841 km  | José Froilán González | 10 %   |
| 48. kolo     | 4,649 km   | Juan Manuel Fangio    | 1,5 %  |
| 49.–90. kolo | 190,609 km | José Froilán González | 45,5 % |

| B | Gonzalez | Fangio | Gonzalez |  | Gonzalez |
| - | -------- | ------ | -------- |  | -------- |

### Postavení na startu
- José Froilán González 1'43.4 Ferrari
- 1. Pole position pro José Froilán Gonzáleze
- 1. Pole position pro Ferrari
- 8. Pole position pro Argentinu
- 1. Pole position pro vůz se startovním číslem 12

| _______4_______ Alberto Ascari Ferrari 1'45.4       |                                                  | _______3_______ Giuseppe Farina Alfa Romeo 1'45.0 |                                                   | _______2_______ Juan Manuel Fangio Alfa Romeo 1'44.4        |                                                | _______1_______ José Froilán González Ferrari 1'43.4 |
|                                                     | _______7_______ Felice Bonetto Alfa Romeo 1'52.0 |                                                   | _______6_______ Consalvo Sanesi Alfa Romeo 1'50.2 |                                                             | _______5_______ Luigi Villoresi Ferrari 1'45.8 |                                                      |
| _______11_______ Duncan Hamilton Talbot-Lago 1'57.2 |                                                  | _______10_______ Bob Gérard ERA 1'57.0            |                                                   | _______9_______ Louis Rosier Talbot-Lago 1'56.0             |                                                | _______8_______ Peter Whitehead Ferrari 1'54.6       |
|                                                     | _______14_______ Johnny Claes Talbot-Lago 2'05.8 |                                                   | _______13_______ Louis Chiron Talbot-Lago 2'00.2  |                                                             | _______12_______ Brian Shawe-Taylor ERA 1'58.2 |                                                      |
| _______18_______ Joe Kelly Alta 2'18.4              |                                                  | _______17_______ John James Maserati 2'17.0       |                                                   | _______16_______ Philip Fotheringham-Parker Maserati 2'13.2 |                                                | _______15_______ David Murray Maserati 2'06.0        |
|                                                     |                                                  |                                                   | _______20_______ Reg Parnell BRM - ---            |                                                             | _______19_______ Peter Walker BRM - ---        |                                                      |

### Zajímavosti
- V závodě debutovali Duncan Hamilton, John James a Philip Fotheringham-Parker.
- Poprvé se představila stáj BRM s vozem BRM P15.
- 10 GP pro Alberta Ascariho, Giuseppe Farinu a Johnny Claese.

| Pole position         | Vítězství             | Nej. kolo       |
| Argentina             | Argentina             |                 |
| José Froilán González | José Froilán González | Giuseppe Farina |
| Ferrari 375           | Ferrari 375           | Alfa Romeo 159  |
| 1'43.4                | 2:42'18.2             | 1'44.0          |
| 161,861 km/h          | 154,677 km/h          | 160,927 km/h    |
| --------------------- | --------------------- | --------------- |

### Stav MS
- GP - body získané v této Grand Prix

| *  | Jezdec                  | Body | GP | * | Vůz          | Body | GP | * | Stát           | Body | GP |
| -- | ----------------------- | ---- | -- | - | ------------ | ---- | -- | - | -------------- | ---- | -- |
| 1  | Juan Manuel Fangio      | 21   | 6  | 1 | Alfa Romeo   | 48   | 10 | 1 | Itálie         | 53   | 8  |
| 2  | Giuseppe Farina         | 15   | 1  | 2 | Ferrari      | 41   | 12 | 2 | Argentina      | 32   | 14 |
| 3  | Luigi Villoresi         | 12   | 4  | 3 | Kurtis Kraft | 19   |    | 3 | USA            | 24   |    |
| 4  | José Froilán González   | 11   | 8  | 4 | Talbot       | 5    |    | 4 | Velká Británie | 5    | 2  |
| 5  | Lee Wallard             | 9    |    | 5 | Sherman (F1) | 3    |    | 5 | Francie        | 5    |    |
| 6  | Alberto Ascari          | 9    |    | 6 | Schroeder    | 2    |    | 6 | Švýcarsko      | 2    |    |
| 7  | Mike Nazaruk            | 6    |    | 7 | BRM          | 2    | 2  |   |                |      |    |
| 8  | Piero Taruffi           | 6    |    |   |              |      |    |   |                |      |    |
| 9  | Luigi Fagioli           | 5    |    |   |              |      |    |   |                |      |    |
| 10 | Reg Parnell             | 5    | 2  |   |              |      |    |   |                |      |    |
| 11 | Louis Rosier            | 3    |    |   |              |      |    |   |                |      |    |
| 12 | Consalvo Sanesi         | 3    |    |   |              |      |    |   |                |      |    |
| 13 | Andy Linden             | 3    |    |   |              |      |    |   |                |      |    |
| 14 | Felice Bonetto          | 3    | 3  |   |              |      |    |   |                |      |    |
| 15 | Jack McGrath            | 2    |    |   |              |      |    |   |                |      |    |
| 16 | Manny Ayulo             | 2    |    |   |              |      |    |   |                |      |    |
| 17 | Emmanuel de Graffenried | 2    |    |   |              |      |    |   |                |      |    |
| 18 | Yves Giraud-Cabantous   | 2    |    |   |              |      |    |   |                |      |    |
| 19 | Bobby Ball              | 2    |    |   |              |      |    |   |                |      |    |

| Předchozí GP: Grand Prix Francie 1951            | Mistrovství světa Formule 1 1951 | Následující GP: Grand Prix Německa 1951            |
| Předchozí ročník: Grand Prix Velké Británie 1950 | Grand Prix Velké Británie        | Následující ročník: Grand Prix Velké Británie 1952 |